# Henry Crichton, VI conte di Erne
Henry George Victor John Crichton, VI conte di Erne (9 luglio 1937 – 23 dicembre 2015) è stato un nobile irlandese.

## Biografia
Era il figlio di John Crichton, V conte di Erne, e di sua moglie, Lady Davidema Bulwer-Lytton, figlia di Victor Bulwer-Lytton, II conte di Lytton. Era il figlioccio di Giorgio VI. Frequentò Eton College.
Succedette al padre nel 1940, poche settimane prima del suo terzo compleanno.

## Carriera
Fu tenente del North Irish Horse (1960-1968) e Lord luogotenente di Fermanagh (1986-2012).
È stato per breve tempo un Paggio d'Onore di Giorgio VI e continuò con Elisabetta II.

## Matrimoni

### Primo Matrimonio
Sposò, il 5 novembre 1958, Camilla Roberts, figlia di Owen Roberts. Ebbero cinque figli:
- Lady Cleone Lucinda Crichton (27 agosto 1959), sposò Richard Versen, ebbero un figlio;
- Lady Davina Jane Crichton (25 giugno 1961), sposò Nicholas Scarr, ebbero due figli;
- Lady Katherine Patricia Crichton (4 novembre 1962), sposò Jonathan Townsend-Rose, ebbero due figli;
- Lady Tara Guinevere Crichton (9 maggio 1967), sposò James William Loyd, ebbero due figli;
- John Henry Michael Ninian Crichton, visconte Crichton (19 giugno 1971).

La coppia divorziò nel 1980.

### Secondo Matrimonio
Sposò, il 21 giugno 1980, Anna Karin Bjorck, figlia di Sven Andres Bjorck. Non ebbero figli.

## Ascendenza
|                                           |                                         |                                       | Genitori                                       |  |  | Nonni |  |  | Bisnonni                     |  |  | Trisnonni                     |  |
|                                           |                                         |                                       |                                                |  |  |       |  |  | John Crichton, IV conte Erne |  |  | John Crichton, III conte Erne |  |
|                                           |                                         |                                       |                                                |  |  |       |  |  | John Crichton, IV conte Erne |  |  | John Crichton, III conte Erne |  |
|                                           |                                         | Selina Beresford                      |                                                |  |  |       |  |  | John Crichton, IV conte Erne |  |  |                               |  |
| Henry William Crichton, visconte Crichton |                                         |                                       |                                                |  |  |       |  |  | John Crichton, IV conte Erne |  |  |                               |  |
|                                           |                                         | lady Florence Mary Cole               | William Cole, III conte di Enniskillen         |  |  |       |  |  |                              |  |  |                               |  |
|                                           |                                         | lady Florence Mary Cole               | William Cole, III conte di Enniskillen         |  |  |       |  |  |                              |  |  |                               |  |
|                                           |                                         | lady Florence Mary Cole               | Jane Casamajor                                 |  |  |       |  |  |                              |  |  |                               |  |
| John Crichton, V conte Erne               |                                         | lady Florence Mary Cole               |                                                |  |  |       |  |  |                              |  |  |                               |  |
|                                           |                                         | Hugh Grosvenor, I duca di Westminster | Richard Grosvenor, II marchese di Westminster  |  |  |       |  |  |                              |  |  |                               |  |
|                                           |                                         | Hugh Grosvenor, I duca di Westminster | Richard Grosvenor, II marchese di Westminster  |  |  |       |  |  |                              |  |  |                               |  |
|                                           |                                         | Hugh Grosvenor, I duca di Westminster | lady Elizabeth Leveson-Gower                   |  |  |       |  |  |                              |  |  |                               |  |
| lady Mary Grosvenor                       |                                         | Hugh Grosvenor, I duca di Westminster |                                                |  |  |       |  |  |                              |  |  |                               |  |
|                                           |                                         | hon. Katherine Caroline Cavendish     | William Cavendish, II barone Chesham           |  |  |       |  |  |                              |  |  |                               |  |
|                                           |                                         | hon. Katherine Caroline Cavendish     | William Cavendish, II barone Chesham           |  |  |       |  |  |                              |  |  |                               |  |
|                                           |                                         | hon. Katherine Caroline Cavendish     | Henrietta Frances Lascelles                    |  |  |       |  |  |                              |  |  |                               |  |
| Henry Crichton, VI conte Erne             |                                         | hon. Katherine Caroline Cavendish     |                                                |  |  |       |  |  |                              |  |  |                               |  |
|                                           | Robert Bulwer-Lytton, I conte di Lytton | Edward Bulwer-Lytton, I barone Lytton |                                                |  |  |       |  |  |                              |  |  |                               |  |
|                                           | Robert Bulwer-Lytton, I conte di Lytton | Edward Bulwer-Lytton, I barone Lytton |                                                |  |  |       |  |  |                              |  |  |                               |  |
|                                           | Robert Bulwer-Lytton, I conte di Lytton | Rosina Doyle Wheeler                  |                                                |  |  |       |  |  |                              |  |  |                               |  |
| Victor Bulwer-Lytton, II conte di Lytton  | Robert Bulwer-Lytton, I conte di Lytton |                                       |                                                |  |  |       |  |  |                              |  |  |                               |  |
|                                           |                                         | lady Edith Villiers                   | Edward Ernest Villiers                         |  |  |       |  |  |                              |  |  |                               |  |
|                                           |                                         | lady Edith Villiers                   | Edward Ernest Villiers                         |  |  |       |  |  |                              |  |  |                               |  |
|                                           |                                         | lady Edith Villiers                   | hon. Elizabeth Charlotte Liddell               |  |  |       |  |  |                              |  |  |                               |  |
| lady Davina Bulwer-Lytton                 |                                         | lady Edith Villiers                   |                                                |  |  |       |  |  |                              |  |  |                               |  |
|                                           |                                         | sir Trevor John Chichele-Plowden      | Trevor John Chichele-Plowden                   |  |  |       |  |  |                              |  |  |                               |  |
|                                           |                                         | sir Trevor John Chichele-Plowden      | Trevor John Chichele-Plowden                   |  |  |       |  |  |                              |  |  |                               |  |
|                                           |                                         | sir Trevor John Chichele-Plowden      | Frances Wilhelmine Schaffalitzky von Muckadell |  |  |       |  |  |                              |  |  |                               |  |
| Pamela Chichele-Plowden                   |                                         | sir Trevor John Chichele-Plowden      |                                                |  |  |       |  |  |                              |  |  |                               |  |
|                                           |                                         | Millicent Frances Foster              | sir Charles John Foster                        |  |  |       |  |  |                              |  |  |                               |  |
|                                           |                                         | Millicent Frances Foster              | sir Charles John Foster                        |  |  |       |  |  |                              |  |  |                               |  |
|                                           |                                         | Millicent Frances Foster              | Amelia Frances Chicheley Plowden               |  |  |       |  |  |                              |  |  |                               |  |
|                                           |                                         | Millicent Frances Foster              |                                                |  |  |       |  |  |                              |  |  |                               |  |